# مجتمع المعرفة

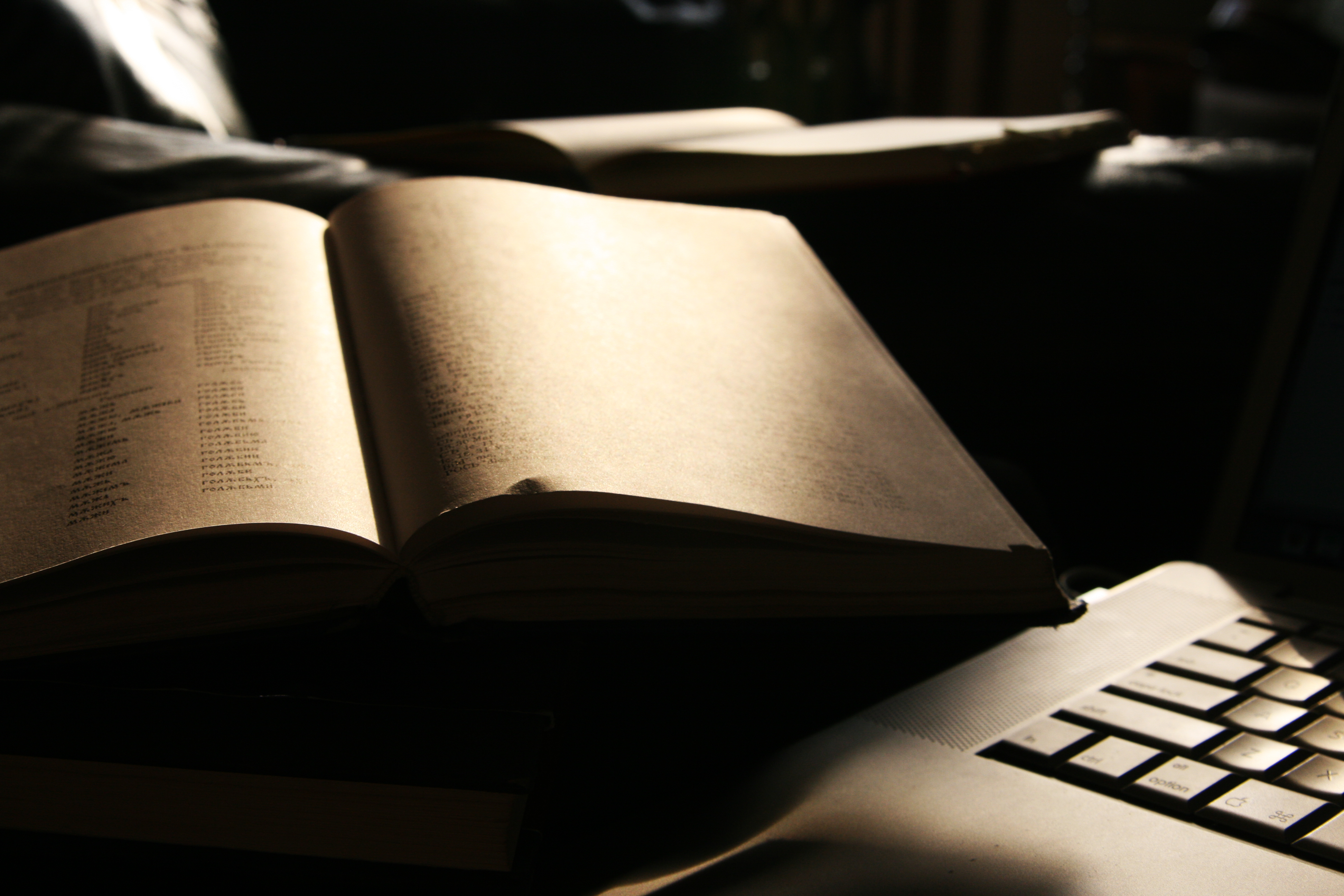

مجتمع المعرفة هو مجموعة من الناس ذوي الاهتمامات المتقاربة، الذين يحاولون الاستفادة من تجميع معرفتهم سويا بشأن المجالات التي يهتمون بها، وخلال هذه العملية يضيفون المزيد إلى هذه المعرفة، وهكذا فإن المعرفة هي الناتج العقلي والمجدي لعمليات الإدراك والتعلم والتفكير.
ويُستخدم هذا المصطلح كثيرا لدى السياسيين وصانعي السياسات والعلماء المهتمين بالدراسات المستقبلية
وهناك بعض قصص النجاح لمجتمعات المعرفة مثل حركة البرمجيات الحرة

## مجتمع المعلومات ومجتمع المعرفة
صدر تقرير لمنظمة الأمم المتحدة للتربية والعلوم والثقافة اليونسكو في عام 2005 بعنوان (من مجتمع المعلومات إلى مجتمع المعرفة)، وقد ورد فيه تحت عنوان: (لا يمكن اختزال مجتمعات المعرفة إلى مجتمع معلومات):
لا ينبغي لبروز مجتمع عالمي للمعلومات، باعتباره ثمرة لثورة التكنولوجيات الجديدة، أن ينسينا أنه لا يصلح إلا وسيلة لتحقيق مجتمع حقيقي للمعرفة، فازدهار الشبكات لا يمكن له وحده، أن يقيم قواعد المعرفة. لأنه إذا كانت المعلومات فعلا وسيلة للمعرفة، فليست هي المعرفة.
على الرغم من ظهور هذا المصطلح منذ ثلاثين عاما، إلا أن التطورات التي حدثت في تلك الفترة كان لها تأثير كبير على مجتمع المعرفة.[بحاجة لمصدر]

## خصائص مجتمع المعرفة
تتميز مجتمعات المعرفة أن المعرفة تشكل أهم المكونات التي يتضمنها أي عمل أو نشاط، وخاصة فيما يتصل بالاقتصاد والمجتمع والثقافة، وكافة الأنشطة الأخرى التي أصبحت معتمدة على توافر كم كبير من المعرفة والمعلومات، ويتسم مجتمع المعرفة أو اقتصاد المعرفة بكون المعرفة لديه من أهم المنتجات أو المواد الخام.
وليست مجتمعات المعرفة أمرا حديثا، فإنه على سبيل المثال كان الصيادون يتقاسمون المعرفة منذ زمن بعيد بشأن التنبؤ بالطقس وذلك في إطار المجتمعات المحلية التي يعيشون بها، ويتم إضافة المزيد باستمرار إلى هذه المعرفة التي تعد جزءا من رأس مال هذه المجتمعات.
الأمر الذي جد حديثا هو أنه:
- بفضل التكنولوجيات الحديثة، لم يعد ضروريا التقيد بالتواجد في نفس المكان الجغرافي
- تسمح التكنولوجيا المتاحة حاليا المزيد والمزيد من الإمكانيات لتقاسم المعرفة وحفظها واستعادتها
- أصبحت المعرفة من أهم مكونات رأس المال في العصر الحالي، وأصبح تقدم أي مجتمع مرتبطا أساسا بالقدرة على استخدامها

## أهمية مجتمع المعرفة وارتباطه
تزايد أهمية مجتمع المعرفة وارتباطه بالمجتمع ككل يتشكل في كل مجتمع حسب مجموعة من المفاهيم المشتركة، وقد أدت العولمة وتكنولوجيا الاتصالات والمعلومات إلى تكوين مجتمع عالمي يتمتع بمعرفة مشتركة حول كل الموضوعات والإمكانيات.
ولقد كانت الموارد المادية والعمليات التحويلية الخاصة بها (أي الموارد الاقتصادية) هي الأساس الذي قام عليه النمو الاقتصادي، فيما كانت هناك أمور مثل الموسيقى والفن وامتزاج الثقافات (أي الموارد الثقافية) هي العوامل التي دفعت على النمو في المجتمع بأسره، ومع وصول المجتمع إلى مرحلة النضج أصبحت هذه المعرفة متاحة في الوثائق والقوانين المكتوبة و القوانين غير المكتوبة وآراء الناس ومعتقداتهم والكلمات التي يستخدمونها في كل لغة وما إلى ذلك، وكما هو الحال من حيث غياب التوزيع العادل للموارد المادية والاقتصادية مما أحدث نوعا من عدم المساواة بداخل المجتمع، فقد أدى عدم توزيع وإتاحة وتقاسم المعرفة بشكل متساو إلى إعاقة التنمية. وتدرك مجتمعات المعرفة أهمية وجود المعرفة وبنائها وتقاسمها وتوزيعها بشكل ملائم من أجل تنمية المجتمع.

## مبدأ الحرية والمجانية
مبدأ الحرية والمجانية لدى مجتمع المعرفة :
1. المعرفة بطبيعتها حرة ومجانية
2. يجب أن تظل المعرفة مجانية من أجل صالح المجتمع
3. يجب أن تظل المعرفة مجانية من أجل تحقيق المزيد من التطور لهذه المعرفة وبلورتها
4. يجب مناقشة وجهة النظر التي تقول بأن تحرير المعرفة أو جعلها مجانية سوف يقتل الحافز

## مشاريع مجتمعات المعرفة
أمثلة على مجموعات يمكنها أن تنمو لتصبح من بين مجتمعات المعرفة
الأفراد العاملون بنفس المجال
- المعلمون الذين يقومون بتدريس ذات المادة
- الجماهير المحبة لنفس الفرقة الموسيقية
- الفنانون ذوي الاهتمامات المتقاربة

أفراد من تخصصات مختلفة
- المهندسين الذين يتحدثون مع العلماء بشأن موضوع علمي متصل بمشروعهم الهندسي
- الباحثين من مختلف المجالات الذين يناقشون مشكلة بحثية مشتركة
- المتصوفين ورجال الدين في حوارهم مع العلماء

## البنية التحتية
يتطلب مجتمع المعرفة بنية تحتية تضم ما يلي:
- بنية مادية: مثل قاعات الاجتماعات ولوحات المناقشة
- بنية تحتية تكنولوجية: مثل تقنيات تقاسم المعلومات والقوائم البريدية الإلكترونية والبوابات السيبرانية (القائمة على الإنترنت)، وصفحات الويكي وحجرات المحادثة وعقد المؤتمرات المرئية (فيديو كونفرانس) والاجتماعات التخيلية الافتراضية، وبيئات التطوير من خلال التعاون، والتعلم عن بعد